# Духовий
Духовий (рос. Духовой) — селище в Богатівському районі Самарської області Російської Федерації.
Населення становить 22 особи. Входить до складу муніципального утворення сільське поселення Печинено.

## Історія
Від 2005 року входило до складу муніципального утворення сільське поселення Печинено.

## Населення
| 2010 |
| ---- |
| 22   |